# Тапакуло колумбійський
Тапакуло колумбійський (Scytalopus micropterus) — вид горобцеподібних птахів родини галітових (Rhinocryptidae).

## Поширення
Він поширений в Колумбії у верхній частині долини річки Магдалена, а також від Кундінамарки на південь вниз по східному схилу Анд по всьому Еквадору до крайньої півночі Перу. Він досить поширений у підліску та на узліссях гірських лісів, переважно на висоті від 1500 до 2200 метрів над рівнем моря.

## Опис
Його загальна довжина становить 13,5 см, а вага самців від 27 до 32,5 г. Оперення самця сіре, переважно темно-сіре з рудово-коричневими боками, які перегороджуються чорними смугами. Самиця схожа, але тьмяніша.